# 매스매직
매스매직(MathMagic)은 위지윅(WYSIWYG) 방식의 범용 수식 편집 소프트웨어이며, 한국의 소프트웨어 벤처기업인 (주)인포로직에 의해 개발되었다. 1998년 미국 샌프란시스코에서 개최된 Seybold Expo 전시회에서 v1.0이 발표된 후, 현재 전 세계 100 여개 국가에서 사용되고 있다.
2003년 10월 정보통신부 주관 신소프트웨어 상품 대상을 수상했다.
초기에는 한글 이름을 매쓰매직으로 표기했다.
위지윅 방식의 에디터와 수식 템플리트 개념, 논리적이고 직관적인 분류에 의해 구성된 심볼 팔테트, 단축키 등으로, 쉽고 빠르게 수식을 입력하고 편집할 수 있는 점이 특징이다. 또 다른 범용 수식 편집기인 MathType과도 기능과 인터페이스가 유사하게 만들어져 있으나, MathMagic은 좀 더 고급 기능을 더 많이 지원하고 있고 더 정밀한 제어가 가능하도록 되어 있어, 전문 수학 교재 편집 및 기술문서 출판에서도 널리 사용되고 있다.
대한민국에서는 (주)아이텍솔루션에서 2013년부터 매스매직 총판을 담당하고 있다.

## 제품군

### 유료 제품
"매스매직"은 매킨토시용과 윈도용 버전이 각각 공급되고 있으며, 사용자층과 연동 프로그램에 따라 MathMagic Personal Edition, MathMagic Pro Edition, MathMagic Prime Edition, MathMagic Lite 등이 있다.
- MathMagic Personal Edition은 범용 목적으로 사용할 수 있으며 다양한 워드프로세서, 프리젠테이션 프로그램 등과 연동하여 사용할 수 있다.
- MathMagic Pro Edition for InDesign은 범용 목적으로 사용할 수 있으며, 어도비 인디자인(Adobe InDesign) CSx ~ CC 제품과 긴밀하게 연동하여 사용할 수 있도록 별도의 전용 플러그인(Plug-in)이 제공된다.
- MathMagic Pro Edition for QuarkXPress는 범용 목적으로 사용할 수 있으며, 쿼크익스프레스(QuarkXPress) v6.x ~ 9.x 제품과 연동하여 사용할 수 있도록 전용 XTension이 제공된다. QuarkXPress용은 현재 단종된 상태이며, 2012년말 이후부터는 더 이상 새로운 버전은 지원되지 않고 있다.
- MathMagic Prime Edition은 Pro Edition을 토대로 대형출판사 등에 사용자가 원하는 서체와 수식 모양, 그밖의 기능 등을 특별히 맞춤 개발하여 제공하는 버전이다.
- MathMagic XTension은 1998년에 쿼크익스프레스 3.x~4.x용으로 개발되었던 제품이며, 현재와 같은 독립 응용 프로그램 형태가 아닌 XTension 형태이므로 모든 수식편집 기능이 쿼크익스프레스 내에서 동작하는 방식이었다. MathMagic Pro Edition for QuarkXPress에도 MathMagic XTension이 제공되나, 이는 QuarkXPress 6.x~8.x용이며 초기의 XTension과는 달리 외부의 MathMagic 응용 프로그램과 연동하는 기능 위주로 동작된다.

### 무료 수식 편집기
- MathMagic Lite은 무료로 배포되는 수식편집 소프트웨어이며, 2012년 6월부터 처음 제공되기 시작했다. Mac OS X용, 윈도용, 안드로이드 OS용, 애플 iOS용이 제공되고 있다.

### 안드로이드용 MathMagic
안드로이드 OS용으로 무료로 제공되는 MathMagic Lite가 2012년 6월말 배포되기 시작했다. Android 3.0 허니콤 버전 이상에서 사용 가능하다.

### iOS용 MathMagic
iOS용으로 무료로 제공되는 MathMagic Lite가 2013년 12월초 발표되었다. iOS 6.1 버전 이상이 설치된 아이패드, 아이폰, 아이팟에서 사용 가능하다.

### 서버용 MathMagic
기존 MathMagic 수식 편집 기능에서 사용자 인터페이스 부분을 분리하고, MathML, LaTeX 등의 수식을 SVG, PDF, EPS, JPG, PNG 포맷으로 고품질 수식으로 변환하거나 다른 스타일로 생성하는 기능을 묶어 서버용으로 개발한 것이 Windows 및 Linux 서버 환경으로 제공되고 있다. 웹서버나 데이터베이스와 연동해서 사용된다.

## 출력과 서체
인디자인이나 쿼크익스프레스 등의 문서에 포함된 수식은 다른 사용자나 출력소 등에서 MathMagic이 설치되어 있지 않아도 문서를 보거나 출력할 수 있다. 단, 경우에 따라 사용된 서체는 함께 보내주어야 할 수도 있다.
MathMagic 프로그램에는 수식 편집기 응용 프로그램과, 수식용 본문 서체, 그리스 문자 및 700 여 가지의 수학 과학 기호가 포함된 전용 서체도 오픈타입(OpenType)과 트루타입(TrueType) 포맷으로 제공된다. 번들된 주요 서체는 MathMagic 사용자에게는 무상으로 제공되나, 각 MathMagic 제품군마다 번들로 제공되는 서체 종류가 조금씩 다르다. Mac OS X과 마이크로소프트 윈도우에서 사용가능한 200 여가지의 모든 수식용 오픈타입 서체를 하나의 패키지로 묶어 별도의 상품으로 판매하고 있다.
작성된 수식은 드래그(Drag)하거나 복사(Copy)하여 다른 응용 프로그램이나 문서에 첨부(Paste)해서 사용하거나, EPS 포맷 등 매스매직이 지원하는 여러 가지 파일 포맷으로 저장하여 사용할 수 있다.

매스매직 수식 편집 화면 보기

## 지원 파일 포맷
MathMagic에서 지원하는 파일 포맷은 매킨토시용 버전과 윈도용 버전에 따라 다소 차이가 있으나,
- PNG, JPEG, GIF, BMP, TIFF 등의 비트맵 방식의 이미지 파일 포맷과,
- SVG, EPS, PDF, WMF, PICT 등의 벡터/오브젝트 방식의 포맷과,
- MathML, LaTeX, AMS LaTeX, Plain TeX, AsciiMath, AsciiMathML, Wiki TeX, Wolfram Alpha 등의 전문 수식 포맷과,
- Microsoft Word, MathType, Google Docs, Zoho Writer 등 범용 프로그램에서 사용하는 수식 포맷을 지원하고 있다.
- 윈도용 v5.4와 매킨토시용 v7.2부터는 사람이 수식을 읽는 방식과 비슷한 문장으로 변환하는 Speech Text 포맷도 지원하고 있으며, 이를 음성 합성(TTS: Text-To-Speech) 기능과 연동하여 음성으로도 수식 표현을 들을 수 있도록 지원하고 있다(현재 영어로 읽기만 지원). 또한, 여러 가지 수식 표현에 대해 영어로 수식을 읽은 문장을 수식으로도 표현할 수 있으며, 예를 들어 다음과 같은 자연어 영어 표현을 MathMagic 윈도에 붙이기 해 넣으면 "y equals 3x plus 2a minus 2.5 squareroot b", 다음과 같은 수식이 입력된다.

{\displaystyle y=3x+2a-2.5{\sqrt {b}}.}
MathMagic 자체 파일 포맷에 대한 확장자는 .mmf를 사용하고 있으며, 텍스트 기반의 LaTeX 포맷과 유사하나 좀 더 파일 크기를 줄이기 위해 간결한 표현을 사용하고 있어 사람이 바로 이해할 수는 없다.
MathMagic에서 생성한 대부분의 파일(SVG, JPEG, GIF, BMP, PNG, WMF, PICT, EPS, PDF, MathML, LaTeX 등)에는 자체 파일 정보도 압축해서 함께 저장하여, 나중에 이 수식 파일을 MathMagic으로 드래그(Drag)하거나 열어 바로 편집할 수 있도록 지원하는 점이 특징이다.
MathMagic에서 작성한 수식이나 질문에 대해 울프럼 알파(Wolfram Alpha)에서 계산 또는 검색 결과를 볼 수 있도록 지원하는 기능이 MathMagic v7.2부터 지원되고 있다.

## 같이 보기
- MathML
- TeX
- LaTeX
- 수식 편집기
- 어도비 인디자인
- Wolfram Alpha